# 沃塞雷
沃塞雷（法語：Vauxcéré，法語發音：[voseʁe]）是法国上法蘭西大區埃纳省的一个旧市镇，属于苏瓦松区。2016年，沃塞雷与临近的6个市镇合并为新市镇莱塞特瓦隆。

## 地理
沃塞雷（49°20'29"N, 3°38'8"E）面积5.8 平方千米，位于法国上法蘭西大區埃纳省，该省份为法国北部内陆省份，北起北部省，西接索姆省和瓦兹省，东临阿登省和马恩省，西南至塞纳-马恩省，东北部与比利时接壤。
与沃塞雷接壤的市镇（或旧市镇、城区）包括：韦勒河畔巴佐什、迪泽勒。
沃塞雷的时区为UTC+01:00、UTC+02:00（夏令时）。

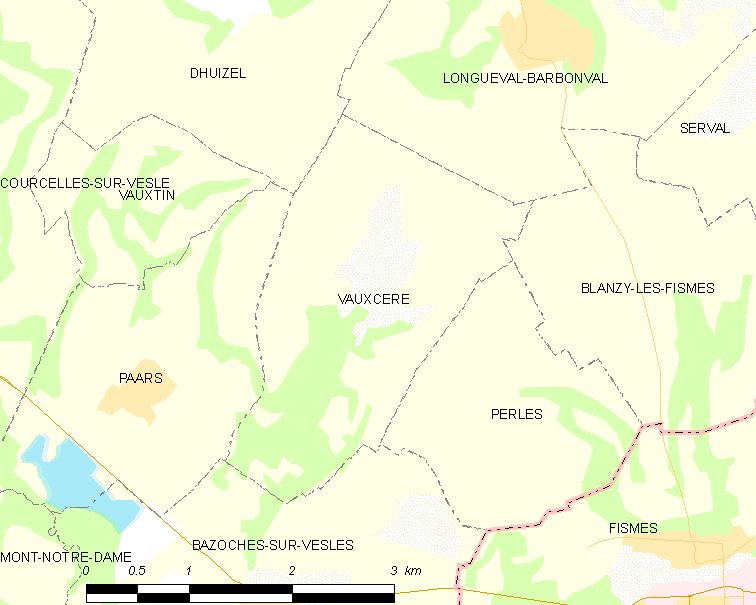
沃塞雷的OSM定位图

## 行政
沃塞雷的邮政编码为02160，INSEE市镇编码为02771。

## 政治
沃塞雷所属的省级选区为塔德努瓦地区费尔县。

## 人口

1962-2008年间沃塞雷人口变化图示

沃塞雷于2018年1月1日时的人口数量为67人。